# Dichagyris flavina
Dichagyris flavina (Syn.: Yigoga flavina) ist ein Schmetterling (Nachtfalter) aus der Familie der Eulenfalter (Noctuidae).

## Merkmale

### Falter
Die Flügelspannweite der Falter beträgt 35 bis 44 Millimeter. Die Färbung der Vorderflügel der in der Türkei vorkommenden Nominatform Dichagyris flavina flavina variiert in verschiedenen, meist hellen Gelbtönen. Für die südosteuropäische Unterart Dichagyris flavina pretiosa ist ein rötlichbraunes Saumfeld mit ebenso gefärbten Fransen charakteristisch. Nieren-, Ring- und Zapfenmakel sind meist undeutlich oder fehlen ebenso wie auch die äußere Querlinie. Die zeichnungslosen Hinterflügel haben eine ähnlich gelbe Farbe wie die Vorderflügel.

### Ähnliche Arten
Ebenfalls mit einer gelben Grundfarbe ausgestattet sind die Arten Dichagyris serraticornis und Dichagyris lutescens. Beide unterscheiden sich von flavina durch eine dunklere Tönung sowie deutlich hervorgehobene Makel.

## Geographische Verbreitung und Lebensraum
Die Art kommt in Bulgarien, Rumänien, Mazedonien, Griechenland, der Türkei, Südrussland, Armenien, Syrien, dem Libanon, Israel, Jordanien sowie dem Iran und dem Irak vor. Im Gebirge steigt sie bis auf etwa 2000 Meter Höhe. Bevorzugter Lebensraum sind offene, steppenartige Gebiete sowie Flächen mit karger Vegetation.

## Lebensweise
Die nachtaktiven Falter fliegen von Juni bis Juli in einer Generation. Sie können von künstliche Lichtquellen sowie durch den Köder angelockt werden. Einzelheiten zu den ersten Raupenstadien sind weitgehend unbekannt.

## Systematik
Fibiger unterscheidet zwei Unterarten:
- Dichagyris flavina flavina (Herrich-Schäffer, 1852), im größten Teil des Verbreitungsgebietes
- Dichagyris flavina pretiosa (Caradja, 1931), Typlokalität: Rumänien